# Kirill Afanasyevich Meretskov
Kirill Afanasievich Meretskov (tiếng Nga: Кирилл Афанасьевич Мерецков; 7 tháng 6 năm 1897 - 30 tháng 12 năm 1968) là một chỉ huy Hồng quân trong Chiến tranh thế giới thứ hai, Nguyên soái Liên Xô từ năm 1944.

## Tiểu sử và sự nghiệp trước Chiến tranh thế giới thứ hai
Kirill Meretskov sinh ra tại tỉnh Ryazan phía Đông Nam Moskva. Bố mẹ ông đều là nông dân và cả gia đình sống ở nông thôn.
Meretskov tình nguyện nhập ngũ tháng 6 năm 1916 và trở thành thợ máy trong quân đội Đế quốc Nga. Tháng 8 năm 1917 ông gia nhập Đảng Bolshevik và trở thành tham mưu trưởng một sư đoàn Cận vệ đỏ (tiền thân của Hồng quân sau này).
Trong thời gian Nội chiến Nga (1918), Meretskov học tập tại một học viện quốc phòng nhưng vài lần phải rời trường để ra mặt trận, tại chiến trường ông bị thương và sau đó được khen thưởng vì đã dũng cảm trong chiến đấu. Meretskov tốt nghiệp học viện năm 1921. Từ năm 1924 đến năm 1931 ông giữ nhiều vị trí khác nhau trong Quân khu Moskva.
Năm 1936, Meretskov rời Liên Xô để tình nguyện chiến đấu cho những người Cộng hòa trong Nội chiến Tây Ban Nha. Một năm sau ông hồi hương và đến năm 1939 thì được chỉ định làm Tư lệnh Quân khu Leningrad.
Ngày 30 tháng 11 năm 1939, Liên Xô tuyên chiến với Phần Lan, bắt đầu Chiến tranh Liên Xô - Phần Lan. Là Tư lệnh Quân khu giáp với Phần Lan, Meretskov là một trong những chỉ huy chung cho các chiến dịch. Những trận tiến công đầu tiên do Meretskov chỉ huy là thảm họa với Hồng quân, tuy vượt trội về quân số nhưng các lực lượng Liên Xô thiếu sự phối hợp và được trang bị rất kém cho chiến tranh mùa Đông. Đến giữa tháng 12 thì việc tấn công phải tạm hoãn vì thương vong lớn và thất bại liên tiếp. Đương nhiên thất bại này không phải lỗi của một mình Meretskov, vì chiến lược được đặt ra là đúng đắn, nhưng các mệnh lệnh chiến thuật ở cấp sư đoàn và thấp hơn lại tồi tệ. Mặt khác do hậu quả của cuộc Đại thanh trừng, các tướng lĩnh, sĩ quan Hồng quân tham chiến đa phần không có kinh nghiệm. Tuy vậy, Meretskov vẫn bị cách chức và chuyển về làm Tư lệnh Tập đoàn quân số 7 cũng đang tham chiến ở mặt trận Phần Lan, người thay thế ông ở Quân khu Leningrad là tướng Semyon Konstantinovich Timoshenko. Tháng 2 năm 1940, Hồng quân tấn công Phần Lan với sự chuẩn bị kĩ lưỡng hơn và có được chiến thắng, chiến tranh kết thúc bằng một thỏa ước được ký ngày 12 tháng 3. Trong vị trí Tư lệnh tập đoàn quân, Meretskov đã chỉ huy xuất sắc và được tặng thưởng danh hiệu Anh hùng Liên bang Xô viết. Sau đó, Meretskov trở thành Tổng tham mưu trưởng và sau đó là Phó ủy viên nhân dân phụ trách Quốc phòng (tương đương Thứ trưởng Bộ Quốc phòng).

## Chiến tranh thế giới thứ hai
Khi quân Đức bắt đầu Chiến dịch Barbarossa tấn công Liên Xô ngày 22 tháng 6 năm 1941, Meretskov đang là thành viên của Tổng hành dinh (STAVKA) và có trách nhiệm lập kế hoạch chặn bước tiến của người Đức. Đến tháng 8 ông được cử làm phái viên của Tổng hành dinh ở Phương diện quân Tây Bắc, nhưng chỉ một tháng sau ông bị Beria, người đứng đầu cơ quan an ninh Xô viết NKVD, buộc tội là phản quốc. Meretskov bị bắt và giam cho đến tháng 10 thì được minh oan và hồi phục chức vụ vì lúc này Stalin đang rất cần các chỉ huy có khả năng cho tiền tuyến.
Meretskov được cử làm Tư lệnh Tập đoàn quân số 4 có nhiệm vụ bảo vệ Leningrad chống lại sự tấn công của Cụm tập đoàn quân Bắc do tướng Wilhelm von Leeb chỉ huy. Vận dụng chiến thuật phòng thủ chủ động và liên tục phản công, Meretskov đã làm quân Đức sa lầy và đến ngày 10 tháng 12 năm 1941 thì Hồng quân do ông chỉ huy đã chiếm lại được Tikhvin. Đến ngày 30 tháng 12, Meretskov đã đẩy được đội quân của Leeb về vị trí trước khi tấn công Tikhvin, theo nhà Sử học David Glantz thì đây là lần đầu tiên trong Chiến tranh thế giới thứ hai ý tưởng về chiến tranh chớp nhoáng (blitzkrieg) của người Đức bị thất bại, và chiến thắng này của Hồng quân đã dự đoán trước thắng lợi của trận Moskva. Trận Tikhvin còn có ý nghĩa quan trọng trong việc phòng thủ Moskva khi thay vì gửi quân đội đến thủ đô Liên bang Xô viết, Cụm tập đoàn quân Bắc của Đức Quốc xã đã phải bố trí lại ở hướng Leningrad cùng với nhiều đơn vị khác ban đầu cũng được người Đức dự định dành cho mặt trận Moskva.
Tháng 12 năm 1941 Meretskov được cử làm Tư lệnh Phương diện quân Volkhov mới được thành lập ở phía Bắc, ông giữ vị trí này đến tháng 2 năm 1944. Phương diện quân của Meretskov đã thành công trong việc ngăn bước tiến của quân Đức lên phía Bắc và không cho người Đức bao vây hoàn toàn thành phố Leningrad. Trong phần lớn thời gian của Chiến tranh giữ nước vĩ đại, Phương diện quân Volkhov do Meretskov chỉ huy đã cùng Phương diện quân Leningrad do Leonid Govorov chỉ huy, đã tiến hành nhiều chiến dịch nhằm phá vỡ vòng vây của quân Đức với thành phố Leningrad. Cuối cùng vào tháng 1 năm 1943, hai đơn vị này đã hội quân được với nhau ở gần Siniavino. Với sự tăng cường tiếp viện về lực lượng và khí tài, Govorov và Meretskov đã mở một loạt cuộc tấn công nhằm đẩy lùi quân Đức và phá vỡ vòng vây cho thành phố. Nhiệm vụ này cuối cùng được hoàn thành với chiến dịch tấn công chiến lược Leningrad-Novgorod vào tháng 1 năm 1944.
Từ tháng 2 năm 1944, Meretskov được chuyển sang làm Tư lệnh Phương diện quân Karelia ở cực Bắc Liên Xô. Tại đây, một lần nữa lực lượng của ông cùng Phương diện quân Leningrad do Govorov chỉ huy đã hiệp đồng tác chiến trong chiến dịch tấn công quân đội Phần Lan để buộc nước này phải rút khỏi chiến tranh. Tuy gặp rất nhiều khó khăn bởi sự phòng thủ của đối phương, chiến dịch cuối cùng cũng đạt được mục đích là buộc người Phần Lan phải ký hiệp ước hòa bình. Đến tháng 10, Meretskov được lệnh quét sạch người Đức khỏi thành phố Petsamo phía Bắc Phần Lan và đẩy đội quân này về phía Na Uy. Với những kiến thức về chiến tranh ở vùng cực, Meretskov đã mở Chiến dịch Petsamo-Kirkenes và hoàn thành nhiệm vụ được giao. Sau cuộc tấn công này ông được thăng cấp lên Nguyên soái Liên Xô ngày 26 tháng 10 năm 1944.

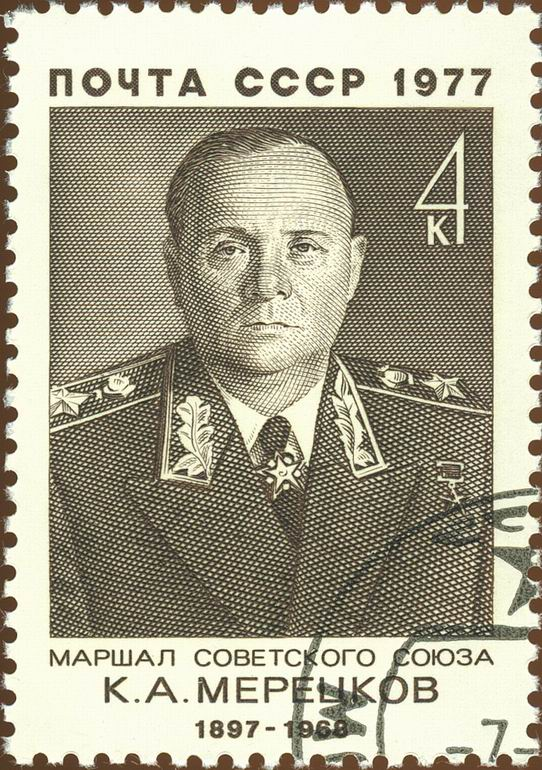
Tem thư Liên Xô kỷ niệm 80 năm ngày sinh Nguyên soái Meretskov.

Vị trí chỉ huy cuối cùng của Meretskov trong chiến tranh là Tư lệnh Phương diện quân Viễn Đông 1 tham gia Chiến dịch Mãn Châu Lý, lực lượng của Meretskov đã đóng góp vào chiến thắng chung của Hồng quân trước đội quân Quan Đông của Nhật Bản.

## Sau chiến tranh
Sau năm 1945, Meretskov được cử làm Tư lệnh một số quân khu cho đến năm 1955 khi ông được giao giữ chức Thứ trưởng Bộ Quốc phòng. Ông ở vị trí này đến năm 1964, sau đó Meretskov được cử làm Tổng thanh tra Bộ Quốc phòng cho đến khi nghỉ hưu. Meretskov mất ngày 30 tháng 12 năm 1968 và được chôn cất cùng các Nguyên soái đồng ngũ tại chân tường của Điện Kremlin.
Meretskov được cọi là một trong những tướng lĩnh Hồng quân xuất sắc nhất trong Chiến tranh thế giới thứ hai. Ông được tặng thưởng Huân chương Chiến thắng và được nhận danh hiệu Anh hùng Liên bang Xô viết. Học viện tăng - thiết giáp Nga được mang tên ông, vài con đường ở Moskva, Novgorod và một số thành phố khác cũng được mang tên vị Nguyên soái này.

## Lược sử quân hàm
- Sư đoàn trưởng (Комдив; 20.11.1935)[1]
- Quân đoàn trưởng (Комкор; 22.02.1938)[2]
- Tư lệnh Tập đoàn quân bậc 2 (Командарм 2-го ранга; 08.02.1939)[3]
- Đại tướng (Генерал армии; 04.06.1940)[4]
- Nguyên soái Liên Xô (Маршал Советского Союза; 26.10.1944)